# 宮城堅甫
宮城 堅甫（みやぎ かたよし）は、戦国時代から安土桃山時代にかけての武将。織田氏、豊臣氏の家臣。六角氏の奉行人を務めた宮木賢祐は別人であるとされる。

## 略歴
宮城対馬守重甫の子として生まれる。はじめ織田信長に仕え、本能寺の変後は羽柴秀吉の家臣となる。
天正14年（1586年）7月、黒田孝高とともに西国大名のもとへ赴き、島津氏牽制を要請した。土佐出張中に同地で死去。